# Mohamed Osman Jawari
Mohamed Osman Jawari (en somali : Maxamed Cusmaan Jawaari), né le 7 décembre 1945 à Afgooye (Shabeellaha Hoose, administration militaire britannique de la Somalie) et mort le 28 juin 2024 à Mogadiscio (Somalie), est un homme politique somalien. 
Président du Parlement fédéral de transition le 28 août 2012,, il exerce les fonctions de président de la République par intérim jusqu'au 16 septembre, date de l'investiture de Hassan Cheikh Mohamoud élu le 10 à la tête de l'État.